# Manhunt international 2006
Manhunt international 2006 fut la onzième édition du concours mondial de beauté masculine Manhunt international. Le concours se déroula le 19 avril 2006 à Jinjiang (Chine). Parmi les cinquante-quatre candidats qui se sont présentés à l’élection, ce fut Jaime Augusto Mayol des États-Unis qui succéda au Turc Tolgahan Sayisman.

## Résultats

### Classement
| Place                      | Candidat |
| -------------------------- | --- |
| Manhunt international 2006 | - Est des États-Unis – Jaime Augusto Mayol |
| 1er dauphin                | - Belgique – Fabien Hauquier |
| 2e dauphin                 | - Chine – Zhao Zheng |
| 3e dauphin                 | - Turquie – Gokhan Keser |
| 4e dauphin                 | - Espagne- José Méndez |
| Top 15                     | - Costa Rica – Gabriel Garro Reinhardt - Brésil – Alex de Assis Nunes - Philippines – Lago Lagapa Raterta - Inde – Aryan Baruah - Indonésie – Rangga Raditya - Canada – Ryan Pugsley - Panama – Harry Duncan - Pérou – Richard Chikhani Carrillo - Venezuela – Miguel Angel Brito - Grèce – Christos Kousouris |

### Récompenses spéciales
| Titre                                                                      | Candidat |
| -------------------------------------------------------------------------- | --- |
| M. Sympathie (Mr Friendship)                                               | 1. Allemagne – Ercan Yasin 2. Ouest des États-Unis – Chris Friel 3. Taïwan – Eric Lee Cho-En                           |
| M. Photogénique (Mr Photogenic)                                            | 1. Costa Rica – Gabriel Garro Reinhardt 2. Turquie – Gokhan Keser 3. Indonésie – Rangga Raditya                        |
| M. Personnalité (Mr Personality)                                           | 1. Ouest des États-Unis – Chris Friel 2. Belgique – Fabien Hauquier 3. Inde – Aryan Baruah                             |
| M. Popularité d’Internet (Mr Internet Popularity, élu par les internautes) | 1. Singapour – Isaac Mong Dong Peng 2. Brésil – Alex de Assis Nunes 3. Liban – Rafic Bou Zeid                          |
| M. Physique (Mr Physique)                                                  | 1. Australie – Rami Habibi 2. Belgique – Fabien Hauquier 3. Pérou – Richard Chikhani Carrillo                          |
| M. Talent (Mr Talent)                                                      | 1. Nouvelle-Zélande – Michael Murray 2. Hawaï – Nomer Yuzo 3. Brésil – Alex de Assis Nunes et Gibraltar – Keith Chiara |
| M. Fitness (Mr Fitness)                                                    | 1. Malaisie – Peter Toong 2. Macédoine – Dragan Stojcevski 3. Égypte – Khaled Mohamed                                  |
| Meilleur costume national (Best National Costume)                          | 1. Taïwan – Eric Lee Cho-En 2. Syrie – Abdula Haj 3. Panama – Harry Duncan                                             |
| Meilleur mannequin au défilé (Best Runway Model)                           | Chine – Zhao Zheng |
| Le choix des médias (Media's Choice)                                       | Taïwan – Eric Lee Cho-En                                                                                               |

### Récompenses régionales
| Manhunt des Amériques         | - Bolivie – Hans Kupferberg Gamboa - Guam – Stephen Jones - Mexique – Jesus Alberto Lopez      |
| Manhunt d’Afrique et des îles | - Australie – Rami Habibi - Afrique du Sud – Heimar Beukes - Porto Rico – Juan Carlos Frontado |
| Manhunt d’Asie                | - Taïwan – Eric Lee Cho-En - Corée du Sud – Shin Ho-chul - Viêt Nam – Le Quang Hoa             |
| Manhunt européen              | - Macédoine – Dragan Stojcevski - Lettonie – Arturs Alberts - Portugal – Carlos Gonzalez       |
| Manhunt de la Méditerranée    | - Liban – Rafic Bou Zeid - Syrie – Abdula Haj - Chypre – Dinos Kyriacou                        |

## Participants
- Afrique du Sud – Heimar Beukes
- Allemagne – Ercan Yasin
- Angola – Ricardo Fernandes
- Australie – Rami Habibi
- Belgique – Fabien Hauquier
- Bolivie – Hans Kupferberg Gamboa
- Brésil – Alex de Assis Nunes
- Bulgarie – Valentino Veltoliev
- Cambodge – Rethy Chey
- Canada – Ryan Pugsley
- Chine – Zhao Zheng
- Corée du Sud – Shin Ho-chul
- Costa Rica – Gabriel Garro Reinhardt
- Chypre – Dinos Kyriacou
- République dominicaine – Elisio Paulo Cortés Melendez
- Égypte – Khaled Mohamed
- Espagne – José Méndez
- Estonie – Serge Tsernuhha
- Est des États-Unis – Jaime Augusto Mayol
- Ouest des États-Unis – Chris Friel
- Gibraltar – Keith Chiara
- Grèce – Christos Kousouris
- Guam – Stephen Jones
- Hawaï – Nomer Yuzo
- Hong Kong – Roy Pang Ming Fai
- Inde – Aryan Baruah
- Indonésie – Rangga Raditya
- Italie – Raden Vertova
- Japon – Suguru Saoda
- Kazakhstan – Bagdat Uskenbayev
- Kosovo – Edon Kelmendi
- Lettonie – Arturs Alberts
- Liban – Rafic Bou Zeid
- Macao – Kon Chan Kwun Wah
- Malaisie – Peter Toong
- Malte – Joseph Ellis
- Mexique – Jesus Alberto Lopez
- Nouvelle-Zélande – Michael Murray
- Panama – Harry Duncan
- Pérou – Richard Chikhani Carrillo
- Philippines – Lago Lagapa Raterta
- Porto Rico – Juan Carlos Frontado
- Portugal – Carlos Gonzalez
- Macédoine – Dragan Stojcevski
- Russie – Pavel Strukov
- Singapour – Isaac Mong Dong Peng
- Suède – Sten Alexander Sundquist
- Syrie – Abdula Haj
- Taïwan – Eric Lee Cho-En
- Turquie – Gokhan Keser
- Ukraine – Aleksei Belobrov
- Venezuela – Miguel Angel Brito
- Viêt Nam – Le Quang Hoa